# Dornoch
Dornoch (Schots-Gaelisch: Dòrnach) is een dorp en voormalige koninklijke burgh aan de noordelijke kust van Dornoch Firth, nabij de plaats waar deze uitmondt in de Moray Firth, in het graafschap Sutherland in de Schotse Hooglanden.
In Dornoch vond hier in 1727 de laatste heks de dood door de brandstapel.

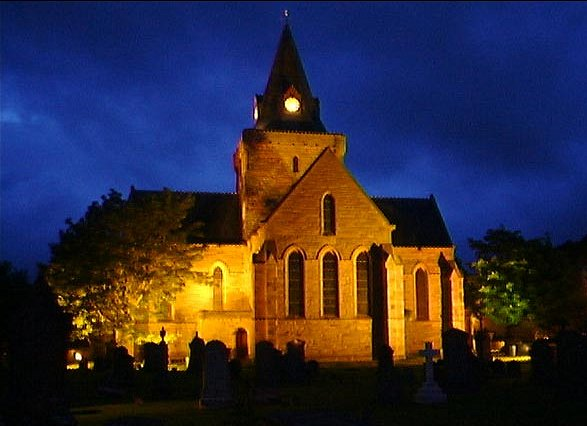
Dornoch Cathedral

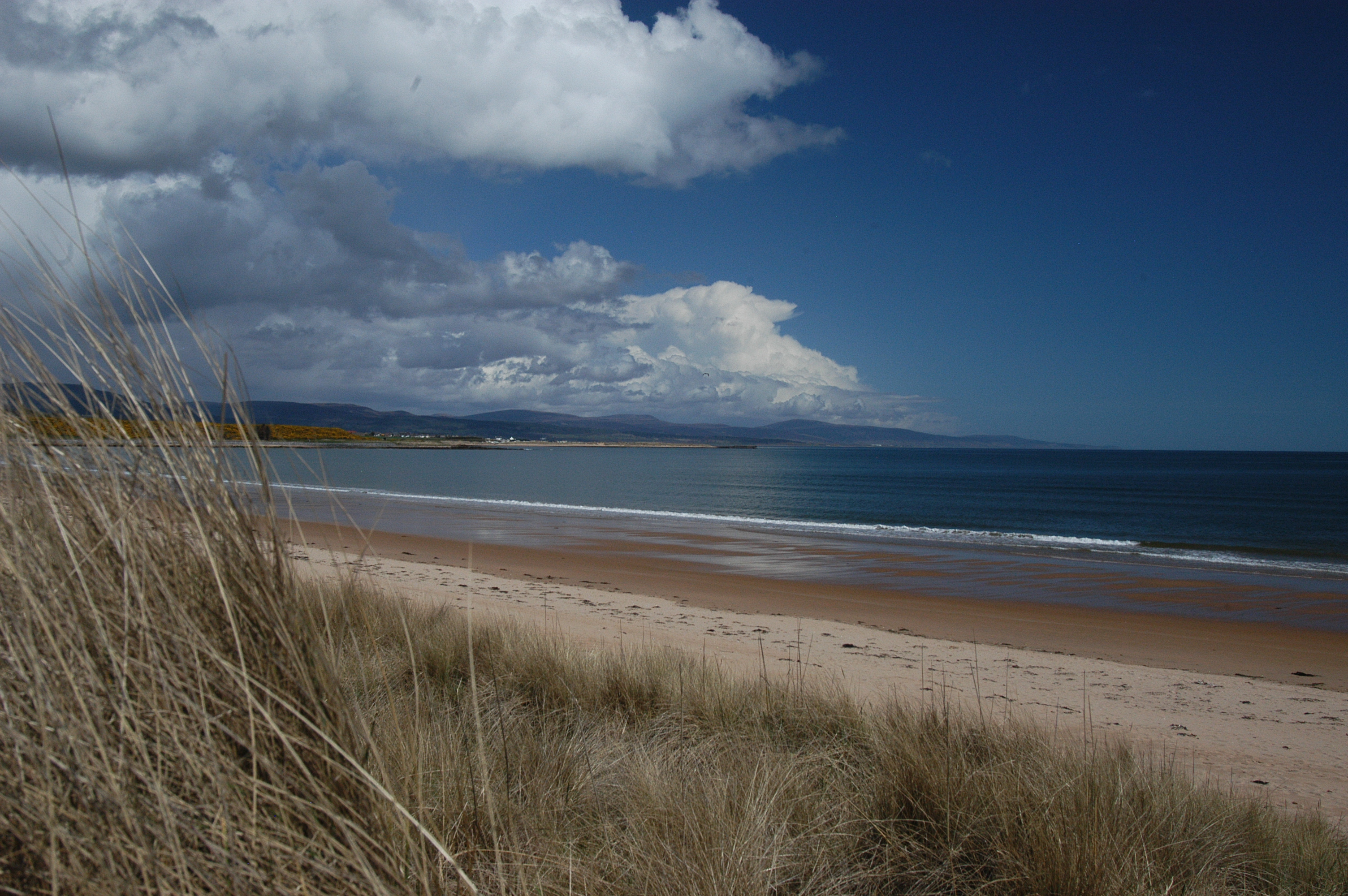
Dornoch Beach

De plaats heeft een voormalige kathedraal, Dornoch Cathedral. In Dornoch is een gemeente van de Free Presbyterian Church of Scotland gevestigd.